# Gheorghiță Ștefan
Ștefan Gheorghiță (* 17. Januar 1986 in Bukarest) ist ein rumänischer Ringer. Er gewann bei den Olympischen Spielen 2008 und den Europameisterschaften 2010, 2011 und 2012 jeweils eine Bronzemedaille im freien Stil.

## Werdegang
Ștefan Gheorghiță begann erst im Alter von 14 Jahren im Jahre 2000 mit dem Ringen. Er gehörte dem Sportclub Rapid Bukarest an und wurde bzw. wird von Cornel Zaharia und Nicolae Ghiță trainiert. Er konzentrierte sich ausschließlich auf den freien Stil und startete im Leichtgewicht, Weltergewicht und seit 2010 im Mittelgewicht. Er ist auch in den deutschen Ringerkreisen gut bekannt, weil er seit 2007 in der deutschen Bundesliga beim KSV Ketsch bzw. beim ASV Mainz 1888 startete.
Seine internationale Karriere begann er im Jahre 2004 mit einem 5. Platz im Leichtgewicht bei der Junioren-Europameisterschaft in Sofia. Seine erste Medaille gewann er dann im Jahre 2006 bei der Junioren-Europameisterschaft in Szombathely im Weltergewicht hinter Kahaber Chubeschtu aus Russland. Im gleichen Jahr startete er auch erstmals bei den Senioren bei einer internationalen Meisterschaft. Bei der Europameisterschaft in Moskau kam er dabei im Weltergewicht mit einem Sieg über Peter Weisenberger aus Deutschland und einer Niederlage gegen Murad Gaidarow aus Belarus auf den 11. Platz.
Im Jahre 2007 erkämpfte er sich bei der Weltmeisterschaft in Baku im Weltergewicht einen guten 5. Platz und besiegte dabei Salvatore Rinella sus Italien, Dumitru Socaliuc aus Israel,  Ahmet Gülhan aus der Türkei und Aoun Karrachi aus Syrien. Gegen Ibragim Aldatow aus der Ukraine und gegen Iwan Fundora Saldivar aus Kuba verlor er. Dieser 5. Platz brachte ihm gleichzeitig die Startberechtigung für die Olympischen Spiele in Peking. In Peking verlor er gegen Soslan Tigijew aus Usbekistan und gegen Murad Gaidarow, doch reichte ihm ein Sieg über Emzariaos Bentinidis aus Griechenland, um erneut den 5. Platz zu belegen. Nach acht Jahren wurde der Usbeke Tigijew nachträglich wegen Doping disqualifiziert und Gheorghiță bekam 2016 die Bronzemedaille zugesprochen.
Im Jahre 2009 nahm Gheorghiță an keinen internationalen Meisterschaften teil. 2010 erschien er dann bei der Europameisterschaft in Baku im Mittelgewicht. Er kam in dieser neuen Gewichtsklasse sehr gut zurecht und kam mit drei Siegen, bei einer Niederlage gegen Scharif Schrifow aus Aserbaidschan auf einen hervorragenden 3. Platz. Im Kampf um die Bronzemedaille schlug er dabei Dejan Boganow aus Makedonien nach Punkten. Bei der Weltmeisterschaft 2010 in Moskau siegte er zunächst über Ehsan Lashgari aus dem Iran, verlor aber in seinem zweiten Kampf gegen Wadim Laliew aus Armenien und kam dadurch nur auf den 14. Platz.
Bei der Europameisterschaft 2011 in Dortmund besiegte er im Mittelgewicht Piotr Ianulow aus Moldawien, Michal Duba aus der Slowakei und den Weltmeister von 2010 Michail Ganew aus Bulgarien. Gegen Dato Marsagischwili aus Georgien musste er im Halbfinale eine Niederlage hinnehmen. Im Kampf um die Bronzemedaille besiegte er aber İbrahim Bölükbaşı aus der Türkei.
Bei den Ringer-Europameisterschaften 2012 in Belgrad gewann Gheorghiță zum dritten Mal in Folge Bronze. Bei der Universiade 2013 gewann er Gold.

## Internationale Erfolge
| Jahr | Platz | Wettbewerb                               | Gewichtskl. | Ergebnis |
| 2004 | 5.    | Junioren-EM (Juniors) in Sofia           | Leicht      | hinter Suren Markosjan, Armenien, Pawel Gribailow, Belarus, Jan Tscheban, Ukraine u. Andrei Semenzow, Russland |
| 2004 | 10.   | Junioren-WM in (Juniors) Vilnius         | Leicht      | nach Sieg über Jake Le Doux, Kanada u. Niederlage gegen Alexander Motyl, Belarus |
| 2005 | 8.    | Junioren-EM (Juniors) in Wrocław         | Leicht      | Sieger: Elnur Aliew, Aserbaidschan vor Iwan Doroschenko, Ukraine |
| 2006 | 11.   | EM in Moskau                             | Welter      | nach einem Sieg über Peter Weisenberger, Deutschland u. einer Niederlage gegen Murad Gaidarow, Belarus |
| 2006 | 2.    | Junioren-EM (Juniors) in Szombathely     | Welter      | hinter Kahaber Chubeschtu, Russland, vor Andrei Taucci, Moldawien u. Ayhan Sucu, Türkei |
| 2006 | 11.   | Junioren-WM (Juniors) in Guatemala-Stadt | Welter      | Sieger: Kahaber Chubeschtu vor Sadegh Goudarzi, Iran |
| 2006 | 10.   | WM in Guangzhou                          | Welter      | nach Sieg über Chuluungavaa Munkgbayar, Mongolei u. Niederlagen gegen Asghar Ali Bazrighaleh, Iran u. Abdulhakim Schapiew, Kasachstan                                                                                                 |
| 2007 | 11.   | EM in Sofia                              | Welter      | nach einem Sieg über Carlos Dominguez Fernandez, Spanien u. einer Niederlage gegen Michail Ganew, Bulgarien |
| 2007 | 5.    | Großer Preis von Deutschland in Leipzig  | Welter      | hinter Andriy Shyyka, Deutschland, Iwan Fundora Saldivar, Kuba, Krystian Brzozowski, Polen und Serguet Rondon Pedroso, Kuba |
| 2007 | 5.    | WM in Baku                               | Welter      | nach Siegen über Salvatore Rinella, Italien, Dumitru Socaliuc, Israel u. Ahmet Gülhan, Türkei, einer Niederlage gegen Ibragim Aldatow, Ukraine, einem Sieg über Aoun Karrachi, Syrien u. einer Niederlage gegen Iwan Fundora Saldivar |
| 2008 | 18.   | EM in Tampere                            | Welter      | nach einer Niederlage gegen Emzarios Bentinidis, Griechenland |
| 2008 | 1.    | Dan-Kolow-Turnier in Sofia               | Welter      | vor Michail Ganew, Iwan Deliverski u. Ljuben Iliew, alle Bulgarien |
| 2008 | 3.    | OS in Peking                             | Welter      | nach einer Niederlage gegen Soslan Tigijew, Usbekistan, einem Sieg über Emzarios Bentinidis u. einer Niederlage gegen Murad Gaidarow                                                                                                  |
| 2009 | 3.    | Großer Preis von Deutschland in Dortmund | Welter      | hinter Marco Riessen, Schweiz u. Andriy Shyyka |
| 2010 | 3.    | EM in Baku                               | Mittel      | nach Siegen über Sergei Kolesnikow, Israel u. Serdar Böke, Türkei, einer Niederlage gegen Scharif Scharifow, Aserbaidschan u. einem Sieg über Dejan Bogdanow, Makedonien                                                              |
| 2010 | 9.    | Großer Preis von Deutschland in Dortmund | Mittel      | Sieger: David Bichinaschwili, Deutschland vor István Veréb, Ungarn |
| 2010 | 14.   | WM in Moskau                             | Mittel      | nach einem Sieg über Ehsan Lashgari, Iran u. einer Niederlage gegen Wadim Laliew, Armenien |
| 2011 | 3.    | EM in Dortmund                           | Mittel      | nach Siegen über Piotr Ianulow, Makedonien, Michal Duba, Slowakei u. Michail Ganew, Bulgarien, einer Niederlage gegen Dato Marsagischwili, Georgien u. einem Sieg über İbrahim Bölükbaşı, Türkei                                      |

## Erläuterungen
- alle Wettkämpfe im freien Stil
- OS = Olympische Spiele, WM = Weltmeisterschaft, EM = Europameisterschaft
- Leichtgewicht, bis 66 kg, Weltergewicht, bis 74 kg und Mittelgewicht, bis 84 kg Körpergewicht